# 朝妻基祐
朝妻 基祐（あさづま もとすけ、1945年4月14日 - ）は、NHKの元アナウンサー。

## 人物
米子東高等学校、東京教育大学卒業後、1970年NHK入局。初任地は富山。大分、札幌(3度勤務）、ラジオセンター、大阪と勤務。趣味、特技はビデオカメラ。2005年退職により嘱託移行。2021年3月をもって勇退。

## 過去の担当番組
- ふるさとのアルバム　「梵鐘の町・高岡」　（富山局時代、1970年8月）
- スタジオ102 「盛岡・泣き相撲」　（大分局時代、1977年）
- テレビスポーツ教室　「スキー」（札幌局時代、1979年）

- イブニングネットワーク北海道（キャスター[2] 1988年 - 1990年）
- 各種スポーツ中継
- ラジオ深夜便デスク（ラジオセンター時代）
- 大学の窓（ナレーション）
- ラジオニュース

## 同期
- 青木健一、浅見忠司、生熊雅夫、板谷直実、井上元、大滝重輿、小柳実、木村知義、金城紀昭、久保慶子（旧姓・伊藤）、黒沢典之、桑原堯、向後雅博、古賀成治、斉藤正安、榊寿之、柴田実、田沢真、田中久雄、谷口俊二、寺田道雄、中谷成子（旧姓・尾関）、二宮正博、野島正興、深草耕太郎、藤沢武、藤野寿一、二見和男、増渕路子（旧姓・佐藤）、丸山晃、三杉栄、宮川俊二、宮田修、室井民雄。